# Las mujeres de Mudd (Star Trek: La serie original)
"Las mujeres de Mudd" es el episodio número 6 en ser transmitido y el número 3 en ser producido de Star Trek: La serie original. Fue transmitido el 6 de octubre del 1966, y fue escrito por Stephen Kandel y dirigido por Harvey Hart.
Resumen: El Enterprise rescata a la tripulación de una nave que se encuentra en el interior de un campo de asteroides. Al frente de esta tripulación se encuentra Harry Mudd, uno de los mayores timadores de la galaxia, que acompañado de tres bellas mujeres causará grandes problemas al capitán Kirk.

## Trama
En la fecha estelar 1329.8, la USS Enterprise, bajo el mando del capitán James T. Kirk, está buscando una nave de carga robada de clase J, que está forzando sus motores para evitar su captura. La nave trata de hacer una carrera atrevida hacia un campo de asteroides. Kirk ordena poner los escudos de la Enterprise alrededor de la nave para evitar su inminente choque con los asteroides hasta que los ocupantes de la nave pueden teletransportarse a bordo. Esta acción, sin embargo, golpea a los circuitos de cristales de dilitio en el núcleo del motor de la Enterprise.
El Enterprise se acerca para teletransportar a bordo los pasajeros de la nave de carga: tres mujeres y el capitán (un hombre) más o menos al mismo tiempo que un impacto de asteroide destruye su nave. En la sala de transporte, el hombre camina hacia adelante y se presenta como Leo Francis Walsh. Las tres mujeres que le acompañan son increíblemente bellas, haciendo doble toma de los miembros de la tripulación masculina. Las mujeres se presentan como Ruth Bonaventure, Magda Kovacs y Eve McHuron.
Walsh explica que no es su "tripulación", sino su "carga", y están destinadas a ser las esposas de los colonos en Ophiuchus III. Mientras tanto, Walsh ha sido detenido por Kirk y convoca a la audiencia de la nave. Walsh en el centro de atención se ve obligado a revelar su verdadero nombre, Harcourt Fenton Mudd (dice que Harry Mudd es falso, pero prefiere ser llamado así), un criminal buscado en varios sistemas estelares y con una larga hoja de antecedentes penales de delitos. El ordenador no detecta lecturas anormales en las mujeres de Mudd, pero sí en los hombres del Enterprise. Ellas revelan que nunca han estado con ningún hombre. Por ahora, Kirk tiene una preocupación mayor: el bienestar del Enterprise.
Como resultado del agotamiento del dilitio, el Enterprise debe ir a las reservas de Rigel XII, un planeta asolado por las tormentas constantes, pero tiene cristales nuevos. Mientras tanto el dr. McCoy nota una lectura extraña en su panel de la enfermería cuando Ruth camina delante de él. Camina de nuevo y él le pregunta si ella está usando un perfume exótico o algo radiactivo. Ruth inocentemente responde: “No, soy sólo yo”, y deja la enfermería, mientras que McCoy sigue desconcertado por su grupo médico.
Mudd, sin embargo, obtiene el uso no autorizado de un comunicador y hace su propio acuerdo con el jefe de Rigel XII de la minería de dilitio, Ben Childress. El trato de Mudd para Childress es dar cristales de dilitio a Kirk a cambio de las mujeres de Mudd, y quitarle cargos a Mudd. Mirando la belleza impresionante de las mujeres, Childress y sus colegas mineros (Herm Gossett y Benton) ven que Mudd no les ha mentido.
Kirk niega rotundamente este acuerdo. El tiempo, sin embargo, se está acabando para el Enterprise, cuya órbita ya comienza a decaer, amenazando un eventual quemado en la atmósfera del planeta. Kirk se ve obligado a ceder y permite a las mujeres y a Mudd bajar al planeta. Childress queda instantáneamente tan subyugado por la belleza de las mujeres que se olvida de todo acerca de la difícil situación del Enterprise. Molesto y preguntándose por qué está tomando tanto tiempo, Kirk nerviosamente mira la última parte de la energía de reserva.
Eve se vuelve insatisfecha con ser tratado como un objeto sexual. Con angustia, se escapa afuera, sufriendo severas tormentas de polvo, y Childress la persigue. Más tarde Kirk descubre el secreto de la belleza de la mujer sorprendente. Mudd ha estado dando a las mujeres la ilegal "droga de Venus", que hace parecer mucho más hermosas y más emocionantes de lo que realmente son. Sin la droga, las mujeres parecen ser más feas. Una vez que el descubrimiento se hace, le entra ira a Childress contra Mudd por el engaño.
Kirk da a Eve gelatina de color como si fuera la droga de Venus, que ella cree que es auténtica, y ella sin saberlo, comienza a revelar su belleza interior natural, impresionando a Childress. Al final, las mujeres de Mudd deciden casarse con los mineros, Mudd se entrega y se enfrenta a cargos, y Kirk consigue su dilitio.